# Михайловский исторический музей
Миха́йловский истори́ческий музе́й — муниципальное учреждение культуры Михайловского района Рязанской области, расположенное в районном центре г. Михайлове и в с. Жмурово.

## История музея
В 1918 году Михайловский музей в числе восьми уездных музеев вошёл в состав образованного в том же году Губернского музея.
Современный музей начал свою работу в 1979 году на основе школьного историко-краеведческого музея, созданого в 1951 году усилиями педагога и знатока истории края Михаила В. Бабкина и учителя истории средней школы № 1 Бориса Ивановича Катагощина. Эстафету от основателей музея принял учитель школы-интерната, художник-любитель и краевед Юрий Васильевич Бучнев, впоследствии ставший почётным гражданином города Михайлова и заслуженным работником культуры Российской Федерации.
Музей расположен в построенном в 1912 году здании для казначейства.
С 1984 года на базе музея работает районный клуб художников-любителей.
Директора музея
- Бучнев Юрий Васильевич (c 1979 по 2005 год)
- Феофанова Светлана Владимировна (с 2006 по 2019 год)
- Тарасов Николай Владимирович (с 2016 по 2023 год)
- Игнатова Наталья Валентиновна (с 2023 года)

## Собрание музея
Фонды музея насчитывают более 11 тысяч предметов, среди которых 9070 единиц хранения основного фонда и 2706 единиц хранения научно-вспомогательного фонда. В собрании музея более 200 работ современного изобразительного искусства, среди которых работы художника-гравёра Л. А. Ильиной и живописца Е. В. Смирнова, а также мастеров кисти Рязани и работы членов районного клуба художников-любителей. В фондах музея собран богатый материал по персоналиям. Среди них композитор А. В. Александров, академик Н. М. Жаворонков, Герои Советского Союза С. Ф. Ниловский и И. Ф. Зайцев, механизатор совхоза имени Чапаева Анатолий Мерзлов. Широко представлены археология, нумизматика, предметы быта, этнографии и прикладного искусства, документы, фотографии и негативы, печатный материал, оружие и михайловское кружево.

## Экспозиции музея
Стационарная экспозиция:
- История и культура края с древнейших времён до конца XIX — начала XX века
- Михайловский край в период Великой Отечественной войны
- От революции до России

Действует выставочный зал.

## Музей В. И. Агапкина
Музей В. И. Агапкина — отдел муниципального учреждения культуры «Михайловский исторический музей», расположенный в бывшем административном здании по адресу с. Жмурово, д. 22 53°57′54″ с. ш. 38°54′14″ в. д..
Отдел начал свою работу 1 сентября 2018 года. Создание музея В. И. Агапкина связано с тем, что в расположенной в 3 км от с. Жмурово д. Шанчерово родился известный музыкант.
В музее создана постоянно действующая экспозиция, посвящённая жизни полковника Советской армии, дирижёра и композитора, автора марша «Прощание славянки» Василия Ивановича Агапкина (1884—1964).